# Ligneyrac
Ligneyrac település Franciaországban, Corrèze megyében. Lakosainak száma 293 fő (2022. január 1.). Ligneyrac Noailhac, Collonges-la-Rouge, Saillac, Cavagnac, Turenne és Cressensac-Sarrazac községekkel határos.

## Népesség
A település népességének változása:
| Lakosok száma | 356  | 298  | 284  | 295  | 321  | 315  | 299  | 301  | 300  | 293  |
|               | 1968 | 1982 | 1990 | 2006 | 2013 | 2015 | 2017 | 2019 | 2020 | 2022 |